# Self-Portrait
Albums de Suho
Grey Suit
(2022)
Singles
1. Let's Love
Sortie : 30 mars 2020

Self-Portrait (자화상) est le premier EP de l'artiste Suho, un des membres du boys band sud-coréano-chinois EXO, et est sorti le 30 mars 2020 sous SM Entertainment et distribué par Dreamus Company Korea.

## Contexte et sortie
Le 19 février 2020, les médias sud-coréens ont annoncé que le prochain membre à sortir son tout premier mini-album solo était Suho pour courant mars. Plus tard, SM Entertainment a confirmé l'information. 
Le 6 mars, l'agence a annoncé que Suho ferait ses débuts en solo le 30 mars avec un premier mini-album intitulé Self-Portrait, il devrait être constitué de six titres au total. Une première image teaser a également été mise en ligne par ailleurs. Du 18 au 26 mars, des photos et vidéos teasers sont postées régulièrement. Le 27 mars, un medley des chansons figurant sur l'album a été mise en ligne sur YouTube. Le 28 mars, un premier teaser du clip est publié, ainsi qu'un second le lendemain. Enfin, le 30 mars, l'album est sorti dans les bacs ainsi que le clip musical de "사랑, 하자 (Let’s Love)", dont le titre est présenté comme single principal de l'EP.

## Chansons
Le single "사랑, 하자 (Let's Love)" est décrit comme une chanson rock moderne avec une atmosphère chaleureuse. Les paroles véhiculent un message sur la nécessité de trouver le courage d'exprimer l'amour, même si on se sent maladroit. "O2" est décrit comme une chanson pop acoustique onirique. Les paroles parlent de deux personnes au cœur vide qui se transforment en oxygène aussitôt qu'elles tombent amoureuses. "Made in You" est une chanson pop à mi-tempo qui présente un rythme de batterie groovy et une mélodie de piano. La chanson est dédiée aux fans du chanteur, et les paroles parlent de la façon dont il pense qu'il n'aurait pas pu arriver aussi loin ou être qui il est sans eux. "암막 커튼 (Starry Night)" est une ballade rock qui sert de continuité à l'histoire présente dans la première chanson solo de Suho, à savoir "커튼 (Curtain)", sorti en 2017. Les paroles expriment la douleur de se séparer d'un amant. "	자화상 (Self-Portrait)" est une chanson rock sentimentale moderne avec des synthétiseurs et des cordes rétro. "너의 차례 (For You Now)" est une chanson pop acoustique avec une mélodie au piano. Il présente des paroles transmettant une gratitude et un réconfort sincère d'une personne à une autre. La chanson met en vedette la chanteuse Younha.
Suho a participé à l'écriture et à la conceptualisation de chaque chanson du mini-album, et chaque piste est liée car elles représentent chacun un morceau de l'histoire que contient l'EP.

## Promotion
Le jour même de la sortie du mini-album, le chanteur a tenu un live intitulé SUHO: Let's Love, qui a été retransmis en direct sur V Live. Les 31 mars, 1er, 2 et 3 avril, il a participé à des émissions de radio. Ce même jour, il a commencé à interpréter le single principal dans les émissions musicales sud-coréennes. Le 10 avril, Suho a tenu un fansign à virtuel organisé par Yes24. Parmi les fans qui ont acheté le mini-album du 7 au 9 avril, seuls 50 tirés au sort ont pu y assister. Deux jours après, le chanteur a tenu un fanmeeting virtuel via l'application V Live, intitulé O2asis.

## Liste des titres
| Self-Portait | Self-Portait                           | Self-Portait                                              | Self-Portait                                        | Self-Portait | Self-Portait | Self-Portait | Self-Portait | Self-Portait | Self-Portait |
| No           | Titre                                  | Auteur                                                    | Producteur(s)                                       | Durée        |              |              |              |              |              |
| ------------ | -------------------------------------- | --------------------------------------------------------- | --------------------------------------------------- | ------------ | ------------ | ------------ | ------------ | ------------ | ------------ |
| 1.           | O2                                     | DJ HotBoyzZz (Cliff Lin, Ryan Colt Levy, Bryan Cho), Suho | DJ HotBoyzZz (Cliff Lin, Ryan Colt Levy, Bryan Cho) | 3:48         |              |              |              |              |              |
| 2.           | 사랑, 하자 (Let's Love)                | Noday, Oiaisle, Park Moon-chi, Suho                       | Oiaisle, Park Moon-chi, Noday                       | 3:49         |              |              |              |              |              |
| 3.           | Made In You                            | MinGtion, JUNNY, Suho                                     | Park Geun-tae, MinGtion, JUNNY                      | 3:30         |              |              |              |              |              |
| 4.           | 암막 커튼 (Starry Night)               | Jo Yoon-kyung, Suho                                       | Kyuho Lee (kyo)                                     | 4:38         |              |              |              |              |              |
| 5.           | 자화상 (Self-Portrait)                 | B-Rock (CLEF), J-Lin (CLEF), ALBN (CLEF), CLEF CREW, Suho | B-Rock (CLEF), J-Lin (CLEF), ALBN (CLEF), CLEF CREW | 3:50         |              |              |              |              |              |
| 6.           | 너의 차례 (For You Now) (feat. Younha) | Bang Hye-hyeon, Suho                                      | Krysta Youngs, David Nathan, Alessia Iorio          | 3:43         |              |              |              |              |              |
| 23:18        |                                        |                                                           |                                                     |              |              |              |              |              |              |

## Classements

### Classements hebdomadaires
| Classements                        | Meilleure position |
| ---------------------------------- | ------------------ |
| South Korea (Gaon)                 | 1                  |
| US World Albums (Billboard)        | 13                 |
| Japan Hot Albums (Billboard Japan) | 22                 |
| Japanese Albums (Oricon)           | 26                 |

## Ventes
| Pays                    | Ventes  |
| ----------------------- | ------- |
| South Korea (Gaon)      | 289 738 |
| Japan (Oricon)          | 1 394   |
| China (QQ Music)        | 100 034 |
| USA (Nielsen Soundscan) | 1 000   |

### Classement mensuel
| Classement         | Meilleure position |
| ------------------ | ------------------ |
| South Korea (Gaon) | 5                  |

## Certification
| Pays               | Certification | Unités certifiés / Ventes |
| ------------------ | ------------- | ------------------------- |
| South Korea (Gaon) | Platine       | 250 000                   |

## Prix et nominations

### Programmes de classements musicaux
| Chanson      | Programme              | Date          |
| ------------ | ---------------------- | ------------- |
| "Let's Love" | Music Bank (KBS)       | 10 avril 2020 |
| "Let's Love" | Show! Music Core (MBC) | 11 avril 2020 |
| "Let's Love" | Inkigayo (SBS)         | 12 avril 2020 |

## Historique de sortie
| Pays         | Date         | Format                   | Label                                   |
| ------------ | ------------ | ------------------------ | --------------------------------------- |
| Corée du Sud | 30 mars 2020 | CD, Téléchargement légal | SM Entertainment, Dreamus Company Korea |
| Monde entier | 30 mars 2020 | Téléchargement légal     | SM Entertainment                        |